# Fazio Giovanni Santori
Fazio Giovanni Santori, dit le cardinal de Cesena (né en 1447 à Viterbe, dans le Latium, alors dans les États pontificaux, et mort à Rome le 22 mars 1510) est un cardinal italien du XVIe siècle.

## Biographie
Fazio Giovanni Santori est clerc à Viterbe, chanoine à Liège, dataire du pape Jules II de 1501 à 1503 et doyen de la chambre apostolique en 1503. En 1504 il est nommé évêque de Cesena. 
Le pape Jules II le crée cardinal lors du consistoire du 1er décembre 1505. Le cardinal Santori est nommé administrateur de Pampelune en 1507.

## Sources
- Fiche du cardinal Fazio Giovanni Santori sur le site de la Florida International University